# Гідролаг американський
Гідролаг американський (лат. Hydrolagus colliei) — морська риба родини химерових. Живе на глибинах 40-60 м вздовж американського узбережжя від Нижньої Каліфорнії до Західної Аляски. Він трохи дрібніше химери європейської. Місцями зустрічається в такому достатку, що до межі заповнює трали. Розмножується цілий рік, але найінтенсивніше розмноження іде в серпні — вересні. Акваріальними спостереження показали, що виметування рогових особових капсул триває до 30 годин, після чого підвішені на еластичних (прикріпильних) нитках капсули самиця тягає за собою протягом декількох діб, поки нитки не обірвуться і капсули не опиняться на ґрунті. Зрілі ооцити досягають 2 см в діаметрі. В їжу не вживається. Жир печінки в деяких районах Канади використовується для чищення рушниць, а останнім часом знаходить дедалі більше застосування як чудовий засіб для змащення деталей в точних приладах.